# (6593) 1986 UV
(6593) 1986 UV es un asteroide perteneciente al cinturón de asteroides, descubierto el 28 de octubre de 1986 por Zdeňka Vávrová desde el Observatorio Kleť, České Budějovice, República Checa.

## Designación y nombre
Designado provisionalmente como 1986 UV.

## Características orbitales
1986 UV está situado a una distancia media del Sol de 2,750 ua, pudiendo alejarse hasta 2,913 ua y acercarse hasta 2,586 ua. Su excentricidad es 0,060 y la inclinación orbital 4,492 grados. Emplea 1665,54 días en completar una órbita alrededor del Sol.
Pertenece a la familia de asteroides de (110) Lydia.

## Características físicas
La magnitud absoluta de 1986 UV es 13,63. Tiene 10,069 km de diámetro y su albedo se estima en 0,087.